# C. Jean Thompson
C. Jean Thompson (* 1940) ist eine neuseeländische Mathematikerin. Sie war von 1991 bis 1993 Präsidentin der New Zealand Statistical Association.

## Leben und Werk

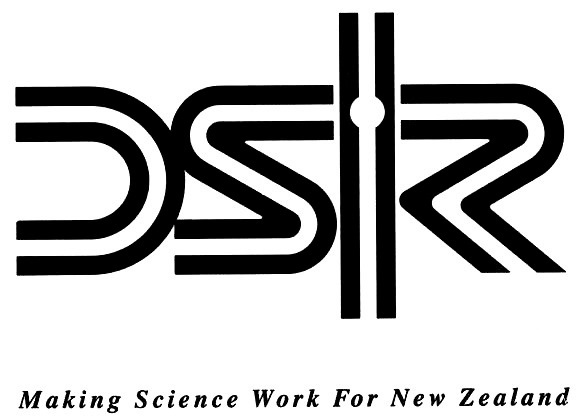
Logo des Department of Scientific and Industrial Research (DSIR)

Thompson konnte als Mädchen zu Beginn der High School keinen technischen Kurs belegen, da diese nur für Jungen vorgesehen war. Als sie dann im Physikunterricht die beste Schülerin der Schule war, durfte sie auch Mathematikkurse belegen. Ende der 1950er war Statistik an der Universität kein Studienfach. Sie studierte daher Mathematik und Physik und erwarb einen Bachelor-Abschluss.
Thompson arbeitete 30 Jahre lang in der Abteilung für Angewandte Mathematik des Department of Scientific and Industrial Research (DSIR). Sie nutzte dort Neuseelands ersten wissenschaftlichen Computer, einen Elliot 503, für zuvor nicht praktikable Analysen. Nach der Schließung der Abteilung für Angewandte Mathematik des DSIR im Jahr 1992 gründete sie ihr eigenes Beratungsunternehmen und arbeitete weiterhin an der Anwendung statistischer Ansätze zu Problemlösungen.
Thompson war von 1962 bis 1963 Sekretärin, von 1987 bis 1988 Sekretärin und Schatzmeisterin und von 1991 bis 1993 Präsidentin der New Zealand Statistical Association. Während des dreijährigen Zeitraums, in dem sie Präsidentin war, war die Umstrukturierung des DSIR in Crown Research Institutes ein wichtiges Thema für den Verband. Die Regierung beschloss die Schließung der Abteilung für Angewandte Mathematik, da es für eine solche Einheit keine ergebnisorientierte Rolle gebe. Thompson war außerdem Gründungsmitglied des Bildungsausschusses und war dort viele Jahre lang tätig. 2006 wurde sie zum lebenslangen Mitglied der Vereinigung ernannt.
1995 war sie maßgeblich an der Veröffentlichung des Buches Women with maths: Making a Difference beteiligt. Später arbeitete sie für den New Zealand Council for Educational Research, für den sie Mitautorin mehrerer Bücher über Kindheitserziehung wurde.

## Ehrungen (Auswahl)
- 1993: New Zealand Suffrage Centennial Medal
- 2017: 150 Women in 150 Words der Royal Society Te Apārangi

## Veröffentlichungen
- mit Errol W. Hewett: "Modified atmosphere storage for reduction of bitter pit in some New Zealand apple cultivars", New Zealand Journal of Crop and Horticultural Science, 16 (3), 1988, S. 271–277. doi:10.1080/03015521.1988.10425650.
- mit Errol W. Hewett:  "Modification of internal carbon dioxide and oxygen levels in apple fruit by postharvest calcium application and modified atmospheres", Postharvest Biology and Technology, 1 (3), 1992, S. 213–219. doi:10.1016/0925-5214(92)90004-9.
- mit Errol W. Hewett: "Modified atmospheres during storage and transport for bitter pit reduction in 'Cox's Orange Pippin' apple", New Zealand Journal of Crop and Horticultural Science, 17 (3), 1989, S. 275–282. doi:10.1080/01140671.1989.10428044.